# باشگاه فوتبال آترستون تاون
باشگاه فوتبال آترستون تاون (به انگلیسی: Atherstone Town Football Club) یک باشگاه فوتبال در شهر آترستون، کشور انگلستان است که در سال ۲۰۰۴ میلادی تأسیس شده‌است.